# Željeznička pruga Podgorica – Skadar
Željeznička pruga Podgorica – Skadar pruga je koja povezuje Podgoricu i Skadar. Jedina je međunarodna željeznička veza Albanije. Ukupne je duljine 59,5 km (od toga u Crnoj Gori 24,5, a u Albaniji 35 km), jednotračna je i nije elektrificirana.
Donošenjem prvog petogodišnjeg plana u Albaniji, ubrzo nakon Drugog svjetskog rata, bila je predviđena izgradnja novih pruga, između ostaloga i ove pruge. Već 1948. bili su izvršeni određeni pripremni radovi, međutim rezolucija Informbiroa je zaustavila sve radove na ovoj pruzi. Na inicijativu Albanije, 1974. dolazi do novih pregovora, ali je konačno potpisivanja ugovora učinjeno 1979.
Prilikom određivanja trase kroz Crnu Goru, postojale su dvije varijante: sjeverna i južna. Iako je sjeverna bila 6 km duža i na njoj je bilo je nužno izgraditi tri tunela (duljine 3000 m) i tri mosta (duljine 300 m), prihvaćena je kao konačna trasa pruge do granice s Albanijom. Radovi su počeli sredinom 1983. i trajali su do travnja 1986. Kroz Crnu Goru izgrađeno je 10 mostova, 3 tunela te pogranična postaja Tuzi. U to vrijeme građena je kao pruga prvog reda i bila osposobljena za brzine do 100 km/h. Željeznički promet započeo je 1. rujna 1986. prvim vlakom s 428 t tereta namijenjenog Mađarskoj. Iako je bio u planu i putnički promet, on nikada nije ostvaren.
Do kraja prve godine prometovanja, bio je planiran promet od 100.000 t, a sljedeće godine 350.000 t robe. Međutim, albanska strana je (unatoč dogovoru) robni promet i dalje obavljala i cestom i morem, tako da se planirani promet ove pruge nije ostvarivao, i njena iskoristivost je bila ispod 10%. Raspadom Jugoslavije ne samo da se ugasio promet na ovoj pruzi već je bila i otuđivana njena imovina. Takvo stanje potrajalo je do 2002. kada je završena njena obnova, a od 2004. njom se ponovno obavlja teretni promet. Iste godine na njoj je zabilježen promet od 56.571 t, 2005. – 53.665 t, 2006. – 53.410 t, a 2007. je zabilježen značajan rast na 173.426 t, te 2008. 239.189 t robe.
Najveća dopuštena brzina na dijelu koji pripada Željezničkoj infrastrukturi Crne Gore je 70 km/h.